# Tahoua (regio)

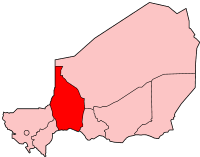
Ligging van Tahoua in Niger

Tahoua is een van de zeven regio's van Niger. Het heeft en oppervlakte van 106.677 km² en heeft 2.096.547 inwoners (2004). De hoofdstad is de gelijknamige stad Tahoua